# Fred Onyancha
Frederick Momanyi Onyancha, detto Fred (Nyamira, 25 dicembre 1969), è un ex mezzofondista keniota, specializzato negli 800 metri piani.

## Biografia
Si è distinto durante la stagione 1996 vincendo la medaglia d'oro ai campionati africani a Yaoundé in 1'46"69, davanti all'algerino Adem Hecini.
Selezionato per i Giochi olimpici di Atlanta, Fred Onyancha ha vinto la medaglia di bronzo, arrivando terzo nella finale alle spalle del norvegese Vebjørn Rodal e del sudafricano Hezekiél Sepeng. Ha stabilito in questa occasione la migliore prestazione della sua carriera sugli 800 m piani in 1'42"79.

## Campionati nazionali
1996
- Argento ai campionati kenioti, 800 m piani - 1'44"10

1997
- 7º ai campionati kenioti, 800 m piani - 1'48"50

1998
- 6º ai campionati kenioti, 800 m piani - 1'46"6 m

1999
- Bronzo ai campionati kenioti, 800 m piani - 1'46"0 m